# Ezio Manzini
Ezio Manzini (29 de julio de 1945) es un sociólogo y diseñador italiano reconocido por su trabajo en diseño para la innovación social y sostenibilidad. Es Profesor Honorario en la Universidad Politécnica de Milán donde dirige la unidad de investigación en Diseño e Innovación para la Sostenibilidad. Actualmente, ejerce de profesor en la Universidad de Artes de Londres, profesor en diseño para la innovación social en ELISAVA y profesor invitado en la Universidad Tongji y la Universidad Jiangnan en China. También es el fundador de DESIS, una red internacional sobre diseño para la innovación social y el desarrollo sostenible. 
El eje rector de la carrera de Manzini es la sostenibilidad, tema que aborda a través del diseño estratégico y el diseño de la innovación social, planteando así escenarios deseables y posibles que coordinen tanto calidad ambiental como social.

## Carrera
Manzini empezó su carrera en la Universidad Politécnica de Milán donde se graduó en ingeniería (1969) y arquitectura (1973), y donde posteriormente ejercería de profesor. Durante su tiempo en la facultad, Manzini trabajó en diferentes proyectos de investigación internacional incluyendo la coordinación de la Unidad de Investigación DES: Design dei Servizi, el Centro de Diseño de Servicios del Indaco.
Por más de dos décadas ha estado trabajando en el terreno de la sostenibilidad. Entre 1980 y 1990 su investigación se centró en el diseño de materiales y el diseño estratégico. Más adelante se interesó también por el diseño sostenible, el diseño de servicios y los vínculos entre el diseño y la innovación social. 
Ha escrito sobre temas como la construcción de escenarios hacia soluciones que permitan englobar la calidad ambiental y social de los proyectos; procesos innovadores en el sistema de producción y consumo; y la relación entre la estrategia de producto y las políticas ambientales desde la perspectiva del desarrollo sostenible. Aunque seguramente Manzini es más conocido por su trabajo en diseño para la innovación social. 
En la edición de 2015 del libro Design, When Everybody Designs (Cuando todos diseñan), Manzini teoriza sobre el diseño experto (realizado por aquellos que se han formado como diseñadores) y el diseño difuso (realizado por todos) y describe cómo interactúan. Plantea lo que los expertos en diseño pueden hacer para desencadenar y apoyar cambios sociales significativo, centrándose en las formas emergentes de colaboración. Así pues, el autor nos reta a reimaginar la relación del diseño para abordar la innovación social y construir una cultura sostenible y resiliente. En el libro se nos describen conceptos como localismo cosmopolita y el escenario Pequeño, Abierto, Local y Conectado de Manzini o SLOC (Small, Open, Local, and Connected (SLOC) scenario).
En 2019 Manzini funda DESIS, una red internacional de escuelas de diseño y otras organizaciones que trabajan en iniciativas y proyectos enfocados en el campo del diseño para la innovación social y sostenibilidad.
Manzini fue vicepresidente de la Domus Academy en la década de 1990 y luego profesor de diseño en el programa Distinguished Scholars de la Universidad Politécnica de Hong Kong en el año 2000. 
Ha recibido títulos honoríficos en diferentes universidades incluyendo el Honorary Doctoral Arts en la Universidad Aalto, Doctor Honorario en Bellas Artes en The New School y Goldsmith, Universidad de Londres; Profesor Honorífico en la Escuela de arte de Glasgow; y miembro del Centro Australiano para la Ciencia, la Innovación y la Sociedad de la Universidad de Melbourne

## Premios
- Compasso d'Oro, 1987, por la investigación y el libro, The material of Invention.
- Compasso d'Oro, 2000, por la investigación The role of Industrial Design in product innovation: the Italian design System, dorm local resources to global markets.
- Premio per l'Innovazione (Ministero dell'Innovazzione Italiano), 2010.
- Sir Misha Black Award, 2012.

## Libros
- The Material of Invention, The MIT Press, 1986.
- Artifacts: Towards a New Ecology of the Artificial Environment, Domus Academy, 1990.
- Solid Side: The Search for Consistency in a Changing World (con Marco Susani), V+K Publishing, 1995.
- Sustainable Everyday: Scenarios of Urban Life (con François Jégou), Edizioni Ambiente, 2003.
- Spark! Design and Locality (con Jan Verwijnen, Hanna Karkku, y John Thackara), University of Art and Design Helsinki, 2004.
- Collaborative Services: Social Innovation and Design for Sustainability (con François Jégou), POLI.design, 2008.
- Design for Environmental Sustainability (con Carlo Vezzoli), Springer, 2008.
- Design, When Everybody Designs: An Introduction to Design for Social Innovation, The MIT Press, 2015.
- Politics of the Everyday, Bloomsbury, 2019.